# Josef Hauser (piłkarz wodny)
Josef Hauser (ur. 10 marca 1910, zm. 10 sierpnia 1981) – niemiecki piłkarz wodny, srebrny medalista olimpijski z Berlina.
Członek zespołu, który w 1936 zdobył srebrny medal na letnich igrzyskach olimpijskich w Berlinie.
Zdobył srebrny medal w turnieju piłki wodnej na mistrzostwach Europy w 1938 w Londynie.